# Acorigone
Acorigone là một chi nhện trong họ Linyphiidae.